# Dushan
Dushan (chinesisch 独山县, Pinyin Dúshān Xiàn) ist ein chinesischer Kreis im Autonomen Bezirk Qiannan der Bouyei und Miao im Süden der Provinz Guizhou. Dushan hat eine Fläche von 2.436 km² und zählt 272.200 Einwohner (Stand: Ende 2018).